# Jules Flandrin

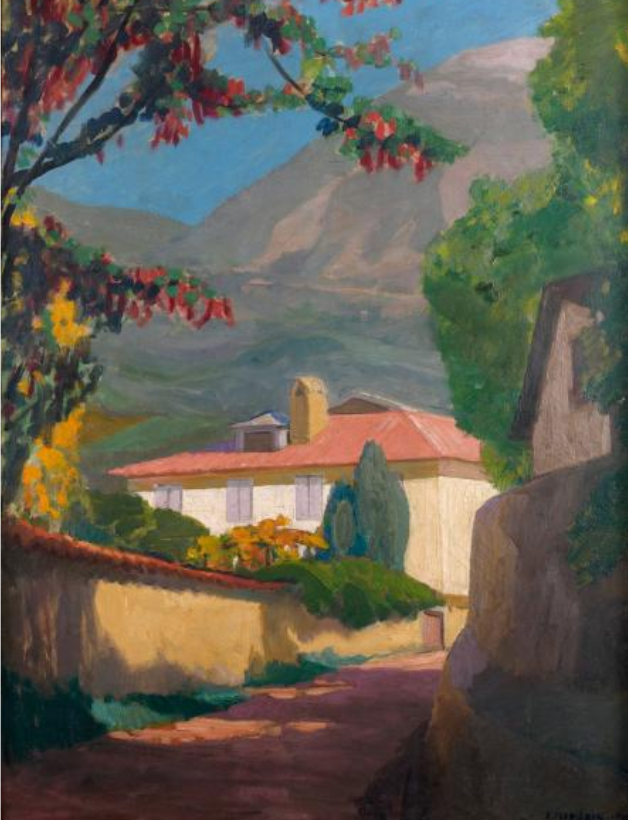
Ein schattiger Weg

Jules Léon Flandrin (* 9. Juli 1871 in Corenc; † 25. März 1947 ebenda) war ein französischer Genre-, Porträt- und Landschaftsmaler.
Jules Flandrin kam 1893 nach Paris. Er war ab 1895 Student an der École ds beaux-arts de Paris und Schüler von Gustave Moreau und Pierre Puvis de Chavannes. Ab 1896 stellte er seine Werke auf dem Salon der Société nationale des beaux-arts aus und wurde 1898 deren Mitglied. Er stellte auch ab 1905 auf dem Salon des Artistes Indépendants und im Salon d’Automne aus.
Er wurde beauftragt, die Kirche von Corenc zu schmücken. Sein Schaffen wurde von Paul Cézanne und Maurice Denis beeinflusst. Neben der Malerei beschäftigte er sich mit der Lithografie und Radierung. Am Ende des 19. Jahrhunderts lebte Jules Flandrin in Montparnasse in der rue Campagne-Première in freier Liaison mit der Malerin Jacqueline Marval, heiratete später die Malerin Henriette Delores und hatte einen Sohn. 1912 wurde er mit der Ehrenlegion ausgezeichnet. Während des Ersten Weltkriegs war er als Kriegsmaler tätig.
Um 1930 zog er in die Dauphiné im Südosten Frankreichs. Im Jahr 1941 zog er in seine Heimatstadt Corenc zurück.